# Prix Rigal
Le prix Rigal  est une récompense créée en 2002 destinée à honorer un graveur de moins de 37 ans. 

## Historique
Depuis 2002, l'association « Les Amis d'Edmond et J.J.J. Rigal » décerne un prix de la gravure originale, doté de la fourniture d'un cuivre et le tirage d'une estampe limité à cinquante exemplaires réservés à l'artiste, ainsi qu'une participation d'invité d'honneur à une exposition sur un thème donné.

## Lauréats
- 2002, première édition : Pascale Hémery, invitée d'honneur de l'exposition « Le Nu » au Mée-sur-Seine en 2003
- 2003, deuxième édition : Carole Beugniet, invitée d'honneur à l'exposition « Le Jardin » au Moulin-Fidel au Le Plessis-Robinson en 2004
- 2004, troisième édition : Marie-Clémentine Marès, invitée d'honneur à l'exposition « Les Astres » au parc animalier des monts de Guéret en 2007
- 2005, quatrième édition : Renaud Bec, invité d'honneur de l'exposition « Les Arbres » en octobre 2008 au Plessis-Robinson
- 2010, cinquième édition : Mathieu Perramant, invité d'honneur à l'exposition « Le Paysage » en juin 2012 au musée d'art et d'histoire de Meudon